# Махакам
Махакам или Кутай, Банджар (на индонезийски: Mahakam; на индонезийски: Kutai; на индонезийски: Banjar) е река в Индонезия, в източната част на остров Борнео, вливаща се в Макасарския проток на Яванско море. Дължина – 960 km, площ на водосборния басейн – 77 095 km². Река Махакам води началото си на 907 m н.в. от южния склон на планинския масив Чемеру, в хребета Мюлер, в непосредствена близост до границата с Малайзия. В горното си течение е типична планинска река – с бързеи, прагове и водопади. В района на град Лонгирам излиза от планините и до устието си тече на изток през плоска и силно заблатена равнина, като на протежение от около 300 km денивелацията ѝ е едва 25 m. Преди вливането си в Макасарския проток на Яванско море, в района на град Самаринда, се разделя на ръкави и образува обширна делта. Основни притоци: леви – Ога, Балаян, Келинджау, Телен. Подхранването ѝ е предимно дъждовно и е пълноводна целогодишно. Средният годишен отток в устието ѝ е 2500 m³/s. В долното ѝ течение протича покрай система от езера (Джемпанг, Мелинтанг и др.), които по време на максималното пълноводие се съединяват с реката и образуват голям езерен басейн. В горното и средно течение са използва да транспортиране на дървен материал, а в долното е плавателна за плитко газещи (до 3 m) речни съдове. Преди делтата ѝ е разположен град Самаринда, до който достигат морски кораби.